# 미즈키촌
미즈키촌(水城村)은 후쿠오카현 지쿠시군에 설치되었던 촌이다. 현재의 다자이후시에 해당한다.